# Rockford (Alabama)
Rockford es un pueblo ubicado en el condado de Coosa en el estado estadounidense de Alabama. En el censo de 2000, su población era de 428.

## Demografía
En el 2000 la renta per cápita promedia del hogar era de $ 20.000$, y el ingreso promedio para una familia era de 32.125$. El ingreso per cápita para la localidad era de 13.350$. Los hombres tenían un ingreso per cápita de 30.000$ contra 17.031$ para las mujeres.

## Geografía
Rockford está situado en 32°53′17″N 86°13′10″O / 32.88806, -86.21944 (32.888181, -86.219575).
Según la Oficina del Censo de los EE. UU., la ciudad tiene un área total de 3.31 millas cuadradas (8.56 km²).